# Culeolus
Genre
Culeolus est un genre d'ascidies de l'ordre des Stolidobranchia et de la famille des Pyuridae. 

## Liste d'espèces
- Culeolus annulatus
- Culeolus anonymus
- Culeolus antarcticus
- Culeolus caudatus
- Culeolus easteeri
- Culeolus easteri
- Culeolus elegans
- Culeolus gigas
- Culeolus herdmani
- Culeolus hospitalis
- Culeolus likae
- Culeolus longipedunculatus
- Culeolus moseleyi
- Culeolus murrayi
- Culeolus nadejdae
- Culeolus parvus
- Culeolus pinguis
- Culeolus pyramidalis
- Culeolus quadrula
- Culeolus recumbens
- Culeolus robustus
- Culeolus sluiteri
- Culeolus suhmi
- Culeolus tenuis
- Culeolus thysanotus
- Culeolus wyville-thomsoni